# بیسکوپین (شهرستان ژنین)
بیسکوپین (شهرستان ژنین) (به لهستانی: Biskupin}} یک روستا در لهستان است که در گمینا گانساوا واقع شده‌است. بیسکوپین ۳۲۰ نفر جمعیت دارد.